# Nemanja Gudelj
Nemanja "Neno" Gudelj, född 16 november 1991 i Belgrad i Jugoslavien (nuvarande Serbien), är en serbisk fotbollsspelare som spelar för Sevilla och det serbiska landslaget. 
Hans far, Nebojša Gudelj, var också fotbollsspelare.

## Landslagskarriär
I november 2022 blev Gudelj uttagen i Serbiens trupp till VM 2022.